# Emo (šlechtický rod)

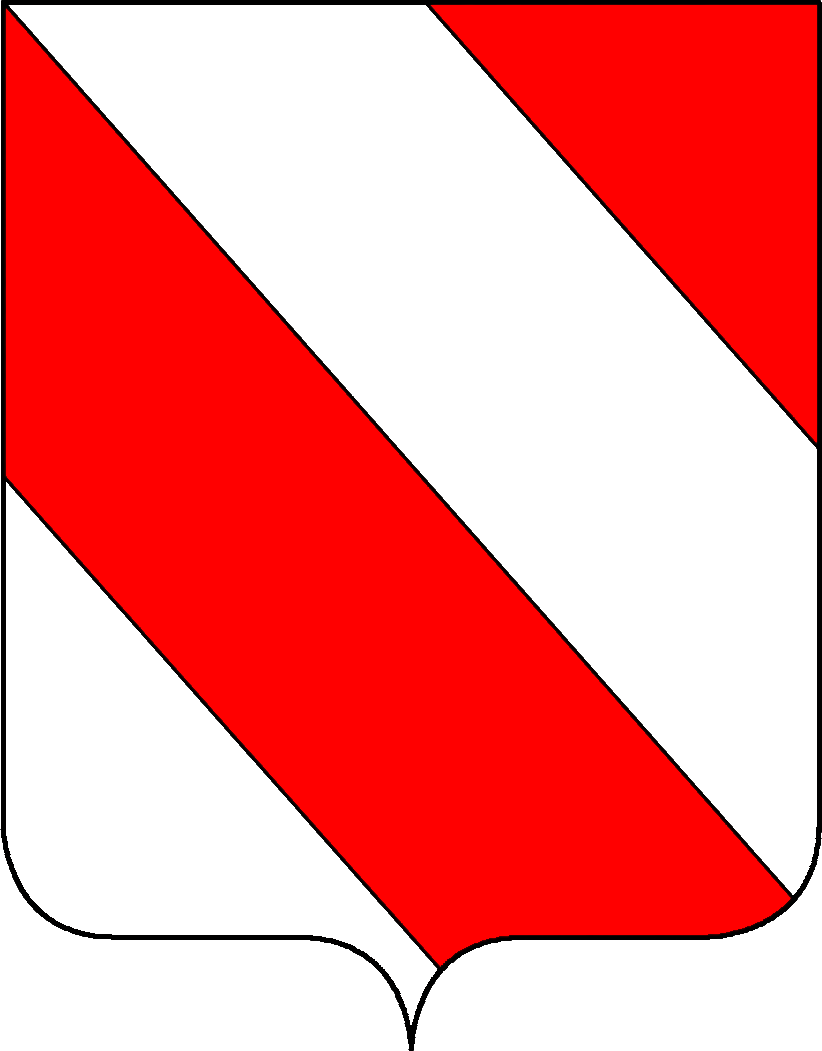

Emo je jméno staré benátské patricijské rodiny usazené v Benátkách roku 997 a zapsané do Zlaté knihy mezi ostatní benátské patricijské rody roku 1304.

## Historie

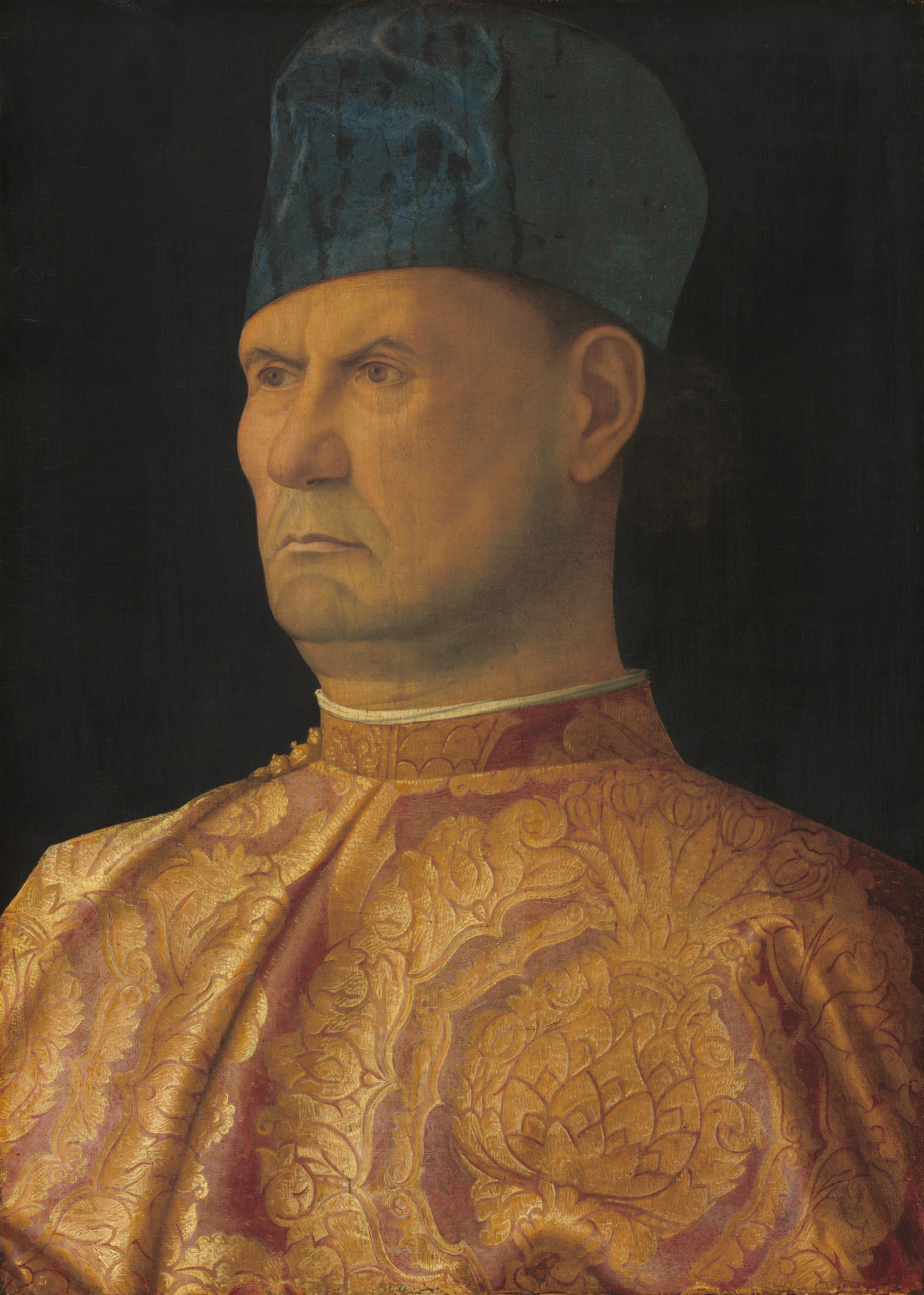
Kondotiér Giovanni Emo

Rodina Emo pochází původně z Řecka, odkud se přes Dalmácii dostala v roce 997 až do Benátek. Na počátku 13. století žil Ludovico Emo, který byl kapitánem benátské galéry. V roce 1304 byla rodina Emo zapsána do benátské Zlaté knihy. Řadí se tak mezi Case Nuove, což je označení pro celkem 115 patricijských rodů, které nepatřily mezi původní benátskou šlechtu (Case Vecchie), ale zároveň na ně bylo pohlíženo s větším respektem, nežli na nejnovější benátské patricijské rodiny (Case Nuovissime). Ačkoliv z rodu Emo nepocházel na rozdíl od řady jiných patricijských rodů žádný dóže, hrála rodina v benátských dějinách významnou roli. Například Pietro Emo byl ve 14. století starostou Chioggia, což bylo ve středověku jedno z nejdůležitějších měst Benátské republiky. Slavný je též kondotiér Giovanni Emo, jehož portrét namaloval patrně roku 1475 jeden z předních benátských malířů Giovanni Bellini. Ve vojenství se vyznamenal i jeho příbuzný Gabriele Emo, který velel jedné z lodí v bitvě u Lepanta roku 1571. Z kulturního hlediska je významný Leonardo Emo, který se roku 1564 rozhodl pro stavbu nové vily. Architektem nebyl nikdo menší než Andrea Palladio, jeden z nejpřednějších architektů italské renesance. (Villa Emo je od roku 1997 zapsána na seznamu Světového dědictví UNESCO.) Pro církevní dráhu se rozhodli Giovanni Emo, který svou kariéru zakončil jako biskup v Bergamu a Pietro Emo, který se stal biskupem v diecézi Crema. Asi nejvýznamnější osobou rodu však je admirál Angelo Emo, poslední velký Capitano da Mar Benátské republiky. Dne 26. prosince 1819 byl rodině potvrzen říšský hraběcí stav.

## Větev Emo-Capodilista
Tato větev vznikla roku 1783 sňatkem Leonarda Emo s Beatrice Capodilista, která byla posledním členem významné padovské rodiny. Z této větve pocházel například italský politik Antonio hrabě Emo-Capodilista (+1912), senátor Giorgio hrabě Emo-Capodilista (†1940) či podnikatel a politik Umberto hrabě Emo-Capodilista (†2010).

## Významní členové
- Pietro Emo, starosta města Chioggia ve 14. století
- Gabriele Emo († 1584), kapitán lodi v bitvě u Lepanta
- Giovanni Emo († 1622), biskup
- Pietro Emo († 1629), biskup
- Angelo Emo (1731–1792), poslední admirál Benátské republiky

## Galerie

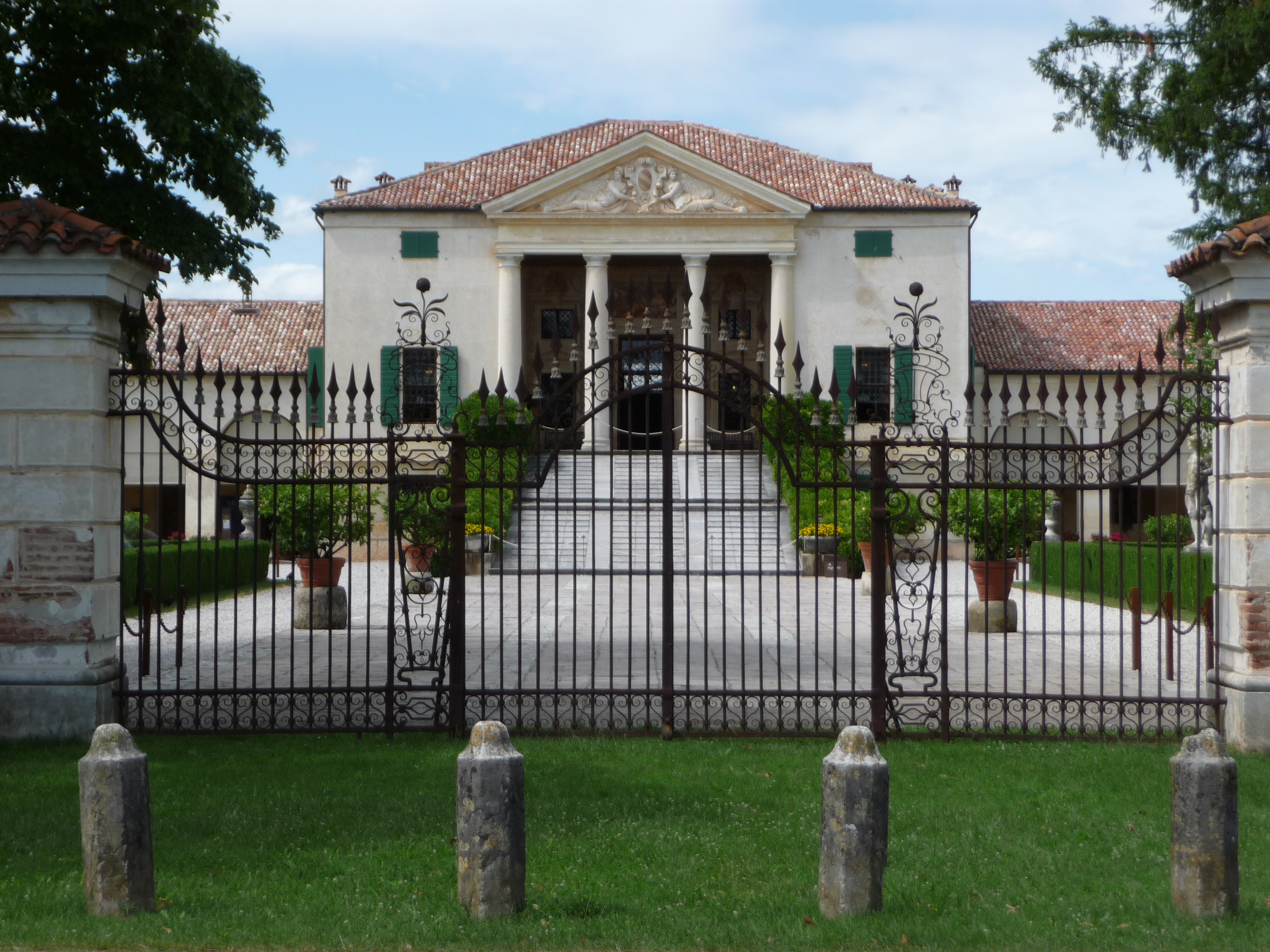
Vila Emo, od roku 1997 památka Světového dědictví UNESCO.
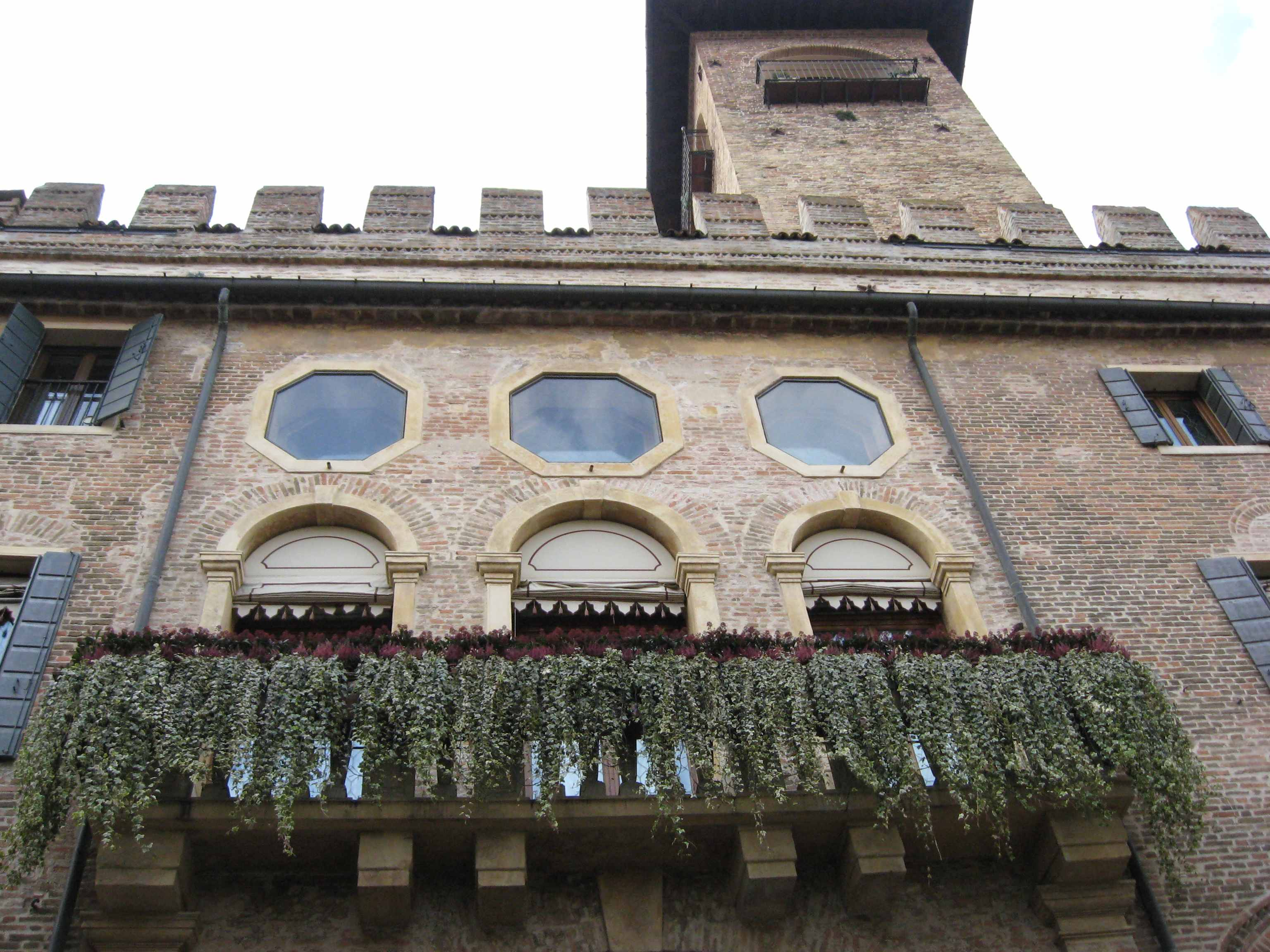
Palác Emo Capodilista v Padově.
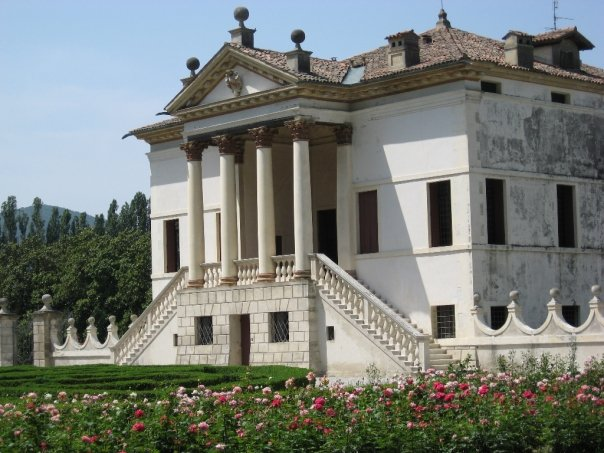
Vila Emo Rivela
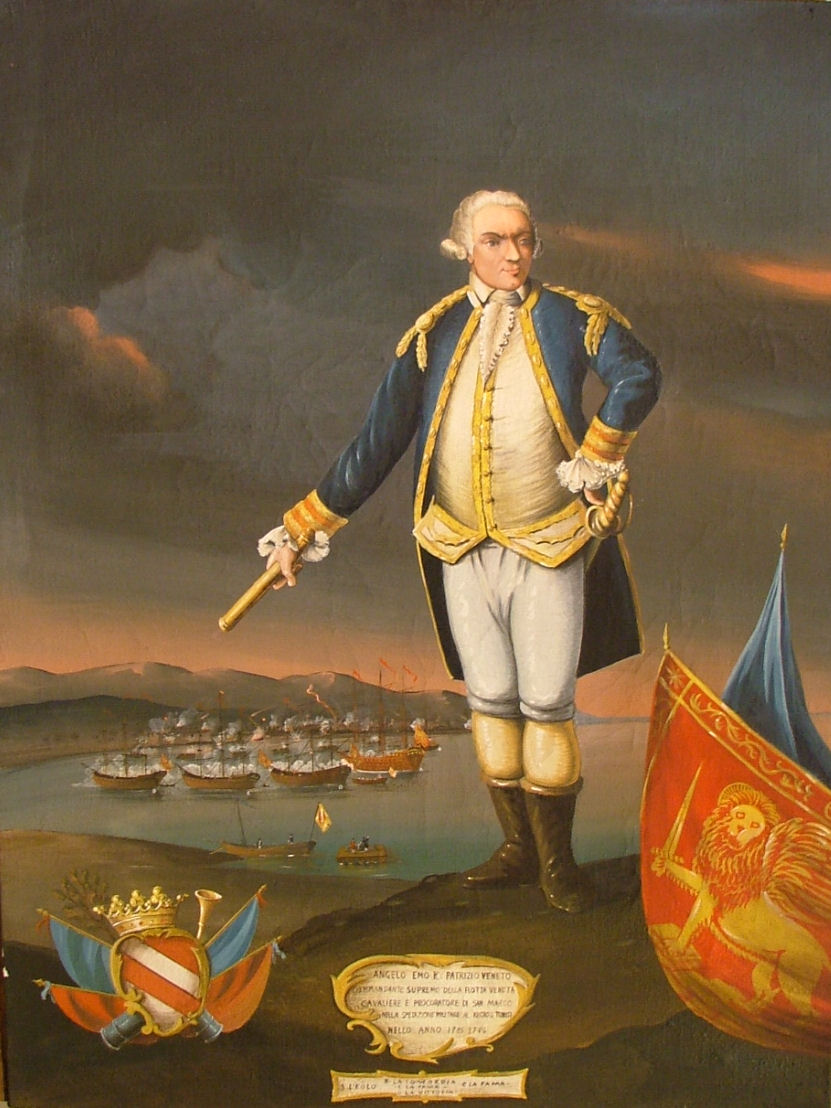
Admirál Angelo Emo